# Наріманов (місто)
Наріма́нов — місто (з 1984) у Росії, адміністративний центр Нарімановського району Астраханської області.
Населення 11,1 тис. чол. (2009).
Місто розташовано на правому березі Волги, за 48 км від Астрахані.
У 1967 село Нижньово́лзьке було перетворено на робітниче селище Нижньово́лзьк. У 1984 році Нижньоволзьку було надано статус міста й назву за прізвищем державного й партійного діяча Нарімана Кербалай Наджаф огли Наріманова.
Головні підприємства міста — суднобудівельний завод «Лотос». Нафтовий термінал.

## Клімат
- Середня річна температура повітря — 11,6 °C
- Відносна вологість повітря — 59,0 %
- Середня швидкість вітру — 3,9 м/с

| Середня добова температура повітря у Наріманові за даними NASA | Середня добова температура повітря у Наріманові за даними NASA | Середня добова температура повітря у Наріманові за даними NASA | Середня добова температура повітря у Наріманові за даними NASA | Середня добова температура повітря у Наріманові за даними NASA | Середня добова температура повітря у Наріманові за даними NASA | Середня добова температура повітря у Наріманові за даними NASA | Середня добова температура повітря у Наріманові за даними NASA | Середня добова температура повітря у Наріманові за даними NASA | Середня добова температура повітря у Наріманові за даними NASA | Середня добова температура повітря у Наріманові за даними NASA | Середня добова температура повітря у Наріманові за даними NASA | Середня добова температура повітря у Наріманові за даними NASA |
| Січ                                                            | Лют                                                            | Бер                                                            | Квіт                                                           | Трав                                                           | Чер                                                            | Лип                                                            | Сер                                                            | Вер                                                            | Жов                                                            | Лис                                                            | Груд                                                           | Рік                                                            |
| −2,8 °C                                                        | −2,8 °C                                                        | 2,7 °C                                                         | 12,3 °C                                                        | 19,3 °C                                                        | 24,5 °C                                                        | 27,2 °C                                                        | 25,4 °C                                                        | 19,1 °C                                                        | 11,6 °C                                                        | 3,1 °C                                                         | −1,8 °C                                                        | 11,6 °C                                                        |
| -------------------------------------------------------------- | -------------------------------------------------------------- | -------------------------------------------------------------- | -------------------------------------------------------------- | -------------------------------------------------------------- | -------------------------------------------------------------- | -------------------------------------------------------------- | -------------------------------------------------------------- | -------------------------------------------------------------- | -------------------------------------------------------------- | -------------------------------------------------------------- | -------------------------------------------------------------- | -------------------------------------------------------------- |

## Населення
| Рік  | Населення |
| ---- | --------- |
| 1970 | 3,3       |
| 1979 | 3,4       |
| 1989 | 11,1      |
| 2002 | 11,2      |
| 2009 | 11,1      |